# 황태후
황태후(皇太后) 또는 제태후(帝太后)는 전 황제의 정실 배우자이며, 현 황제의 어머니뻘 되는 황실 여성에게 붙이는 칭호이다. 어떨 때는 황태후가 어린 나이의 황제를 대신하여 섭정을 맡기도 한다. 실제로 황태후는 거의 모든 황제들의 재위 기간마다 꼭 한 명씩은 존재하였다. 
명나라와 청나라 시대에는 후궁 출생으로 선황제의 서자인 황제들이 많았다. 이들은 선황제의 후궁이었던 친어머니와 선황제의 정실 황후를 모두 황태후로 승격시켜 불렀는데, 황제의 모후는 국모황태후(國母皇太后)로, 선황제의 정실 황후는 성후황태후(聖后皇太后)로 각각 구분하여 호칭을 올렸다.
한국의 경우, 고려 시대 말, 몽골 원나라의 지배로 나라의 모든 관제가 격하되기 이전까지는 대대로 고려 왕의 어머니를 왕태후(王太后)라 부르다가, 그 이후 왕대비(王大妃)로 격하되어 조선 말기까지 왕대비로 불리었다. 이후 조선 후기에 일어났던 갑오경장 때 조선 왕실의 호칭을 격상 하면서 왕대비를 왕태후로 새로 고쳐 나라의 위상을 높혔다. 당시까지 생존해 있던 24대 조선국왕 헌종의 계실 왕비 효정왕후가 실제로 왕태후의 칭호를 사용했다. 1897년 대한제국 성립 이후, 다른 조선 왕실 인사들은 황제국의 위계로 상향 조정되었으나, 당시 제왕비였던 왕태후 홍씨는 '황'자를 쓰지 않고 그냥 명헌태후라고 부르게 하였다.

## 일본의 황태후
- 다이호 율령 이전의 후비는 제외.

| 시호(원호)                                          | 이름                                  | 배우자                           | 재위기간                                        | 비고                                                              |
| 나라 시대(奈良 時代)                                | 나라 시대(奈良 時代)                  | 나라 시대(奈良 時代)             | 나라 시대(奈良 時代)                            | 나라 시대(奈良 時代)                                              |
| --------------------------------------------------- | ------------------------------------- | -------------------------------- | ----------------------------------------------- | ----------------------------------------------------------------- |
| -                                                   | 후지와라노 미야코 (藤原 宮子)         | 몬무 천황 (文武天皇)             | 724년 ~ 749년 (황태부인)                        | 쇼무천황의 생모. 태황태후로 존봉.                                 |
| 고묘 황후 (光明皇后)                                | 후지와라노 아스카베히메 (藤原 安宿媛) | 쇼무 천황 (聖武天皇)             | 756년 ~ 760년                                   | 고켄 천황의 생모.                                                 |
| -                                                   | 기노 도치히메 (紀 橡姬)               | 다하라 천황 (田原天皇)           | (추존)                                          | 고닌 천황의 생모.                                                 |
| -                                                   | 다카노노 니가사 (高野 新笠)           | 고닌 천황 (光仁天皇)             | 781년 ~ 790년 (황태부인)                        | 간무 천황의 생모. 사후에 황태후와 태황태후로 추봉.                |
| 헤이안 시대(平安 時代)                              |                                       |                                  |                                                 |                                                                   |
| -                                                   | 후지와라노 오토무로 (藤原 乙牟漏)     | 간무 천황 (桓武天皇)             | (추존)                                          | 헤이제이 천황, 사가 천황의 생모.                                  |
| -                                                   | 후지와라노 다비코 (藤原 旅子)         | 간무 천황 (桓武天皇)             | (추존)                                          | 준나 천황의 생모.                                                 |
| 단린황후 (檀林皇后)                                 | 다치바나노 가치코 (橘 嘉智子)         | 사가 천황 (嵯峨天皇)             | 823년 ~ 833년                                   | 닌묘 천황의 생모. 태황태후로 존봉.                                |
| -                                                   | 마사코(코시) 내친왕 (正子 內親王)     | 준나 천황 (淳和天皇)             | 833년 ~ 854년                                   | 태황태후로 존봉.                                                  |
| -                                                   | 후지와라노 노부코 (藤原 順子)         | 닌묘 천황 (仁明天皇)             | 850년 ~ 854년 (황태부인) 854년 ~ 864년 (황태후) | 몬토쿠 천황의 생모. 태황태후로 존봉.                              |
| -                                                   | 후지와라노 아키라케이코 (藤原 明子)   | 몬토쿠 천황 (文德天皇)           | 858년 ~ 864년 (황태부인) 864년 ~ 882년 (황태후) | 세이와 천황의 생모. 태황태후로 존봉.                              |
| -                                                   | 후지와라노 다카이코 (藤原 高子)       | 세이와 천황 (淸和天皇)           | 877년 ~ 882년 (황태부인) 882년 ~ 896년 (황태후) | 요제이 천황의 생모. 승려와의 밀통으로 인해 황태후에서 폐위됨.     |
| -                                                   | 후지와라노 사와코 (藤原 澤子)         | 닌묘 천황 (仁明天皇)             | (추존)                                          | 고코 천황의 생모.                                                 |
| -                                                   | 나가코 여왕 (班子 女王)               | 고코 천황 (光孝天皇)             | 887년 ~ 897년 (황태부인) 897년 ~ 900년 (황태후) | 우다 천황의 생모.                                                 |
| -                                                   | 후지와라노 요시코(온시) (藤原 溫子)   | 우다 천황 (宇多天皇)             | 893년 ~ 907년 (황태부인)                        |                                                                   |
| -                                                   | 후지와라노 타네코 (藤原 胤子)         | 우다 천황 (宇多天皇)             | (추존)                                          | 다이고 천황의 생모.                                               |
| -                                                   | 후지와라노 야스코(온시) (藤原 穩子)   | 다이고 천황 (醍醐天皇)           | 931년 ~ 946년                                   | 스자쿠 천황, 무라카미 천황의 생모. 태황태후로 존봉.               |
| -                                                   | 후지와라노 야스코(안시) (藤原 安子)   | 무라카미 천황 (村上天皇)         | (추존)                                          | 레이제이 천황, 엔유 천황의 생모. 사후에 황태후와 태황태후로 추봉. |
| -                                                   | 마사코(쇼시) 내친왕 (昌子 內親王)     | 레이제이 천황 (冷泉天皇)         | 973년 ~ 986년                                   |                                                                   |
| -                                                   | 후지와라노 치카코 (藤原 懷子)         | 레이제이 천황 (冷泉天皇)         | (추존)                                          | 가잔 천황의 생모.                                                 |
| -                                                   | 후지와라노 도오코 (藤原 超子)         | 레이제이 천황 (冷泉天皇)         | (추존)                                          | 산조천황의 생모.                                                  |
| -                                                   | 후지와라노 노부코 (藤原 遵子)         | 엔유 천황 (圓融天皇)             | 1000년 ~ 1012년                                 | 태황태후로 존봉.                                                  |
| 히가시산죠인 (東三條院)                             | 후지와라노 아키코(센시) (藤原 詮子)   | 엔유 천황 (圓融天皇)             | 986년 ~ 1002년                                  | 이치조 천황의 생모.                                               |
| -                                                   | 후지와라노 기요코 (藤原 妍子)         | 산조 천황 (三條天皇)             | 1018년 ~ 1027년                                 |                                                                   |
| 죠토몬인 (上東門院)                                 | 후지와라노 아키코(쇼시) (藤原 彰子)   | 이치조 천황 (一條天皇)           | 1012년 ~ 1018년                                 | 고이치조 천황, 고스자쿠 천황의 생모. 태황태후로 존봉.             |
| -                                                   | 후지와라노 요시코(키시) (藤原 嬉子)   | 고스자쿠 천황 (後朱雀天皇)       | (추존)                                          | 고레이제이 천황의 생모.                                           |
| 요메이몬인 (陽明門院)                               | 요시코 내친왕 (禎子 內親王)           | 고스자쿠 천황 (後朱雀天皇)       | 1051년 ~ 1068년                                 | 고산조 천황의 생모. 태황태후로 존봉.                              |
| 니죠인 (二條院)                                     | 아키코 내친왕 (章子 內親王)           | 고레이제이 천황 (後冷泉天皇)     | 1068년 ~ 1069년                                 | 태황태후로 존봉.                                                  |
| -                                                   | 후지와라노 히로코 (藤原 寬子)         | 고레이제이 천황 (後冷泉天皇)     | 1069년 ~ 1074년                                 | 태황태후로 존봉.                                                  |
| -                                                   | 후지와라노 요로코 (藤原 歡子)         | 고레이제이 천황 (後冷泉天皇)     | 1074년 ~ 1102년                                 |                                                                   |
| -                                                   | 후지와라노 시게코 (藤原 茂子)         | 고산조 천황 (後三條天皇)         | (추존)                                          | 시라카와 천황의 생모.                                             |
| -                                                   | 후지와라노 카타이코 (藤原 賢子)       | 시라카와 천황 (白河天皇)         | (추존)                                          | 호리카와 천황의 생모.                                             |
| -                                                   | 후지와라노 이시 (藤原 苡子)           | 호리카와 천황 (堀河天皇)         | (추존)                                          | 도바 천황의 생모.                                                 |
| -                                                   | 후지와라노 마사루코 (藤原 多子)       | 고노에 천황 (近衛天皇)           | 1156년 ~ 1158년                                 | 태황태후로 존봉.                                                  |
| -                                                   | 후지와라노 시메코 (藤原 呈子)         | 고노에 천황 (近衛天皇)           | 1158년 ~ 1176년                                 |                                                                   |
| -                                                   | 미나모토노 요시코 (源 懿子)           | 고시라카와 천황 (後白河天皇)     | (추존)                                          | 니조 천황의 생모.                                                 |
| -                                                   | 후지와라노 요시코(킨시) (藤原 忻子)   | 고시라카와 천황 (後白河天皇)     | 1172년 ~ 1209년                                 |                                                                   |
| 겐슌몬인 (建春門院)                                 | 다이라노 시게코 (平 滋子)             | 고시라카와 천황 (後白河天皇)     | 1168년 ~ 1176년                                 | 다카쿠라 천황의 생모.                                             |
| 가마쿠라 시대(鎌倉時代)                             |                                       |                                  |                                                 |                                                                   |
| -                                                   | 미나모토노 쓰시 (源 通子)             | 쓰치미카도 천황 (土御門天皇)     | (추존)                                          | 고사가 천황의 생모.                                               |
| 난보쿠초 시대(南北朝 時代)/무로마치 시대(室町 時代) |                                       |                                  |                                                 |                                                                   |
| 고쿄고쿠인 (後京極院)                               | 사이온지 킨시 (西園寺 禧子)           | 고다이고 천황 (後醍醐天皇)       | 1333년                                          |                                                                   |
| 신타이겐몬인 (新待賢門院)                           | 아노 야스코 (阿野 廉子)               | 고다이고 천황 (後醍醐天皇)       | 1339년 ~ 1359년                                 | 고무라카미 천황의 생모.                                           |
| 소쿄쿠몬인 (蒼玉門院)                               | 니와타 아사코 (庭田 朝子)             | 고쓰치미카도 천황 (後土御門天皇) | (추존)                                          | 고카시와바라 천황의 생모.                                         |
| 키치토쿠몬인 (吉德門院)                             | 마데노코우지 에이코 (万里小路 榮子)   | 고나라 천황 (後奈良天皇)         | (추존)                                          | 오기마치 천황의 생모.                                             |
| 에도 시대(江戸 時代)                                |                                       |                                  |                                                 |                                                                   |
| 신주카몬인 (新中和門院)                             | 고노에 히사코 (近衛 尚子)             | 나카미카도 천황 (中御門天皇)     | (추존)                                          | 사쿠라마치 천황의 생모.                                           |
| 세이키몬인 (靑綺門院)                               | 니조 이에코 (二條 舍子)               | 사쿠라마치 천황 (櫻町天皇)       | 1747년 ~ 1790년                                 | 고사쿠라마치 천황의 생모.                                         |
| 쿄라이몬인 (恭禮門院)                               | 이치조 도미코 (一條 富子)             | 모모조노 천황 (桃園天皇)         | 1771년 ~ 1796년                                 | 고모모조노 천황의 생모.                                           |
| 세이카몬인 (盛化門院)                               | 고노에 고레코 (近衛 維子)             | 고모모조노 천황 (後桃園天皇)     | 1781년 ~ 1783년                                 |                                                                   |
| 신세이와인 (新淸和院)                               | 요시코 내친왕 (欣子 內親王)           | 고카쿠 천황 (光格天皇)           | 1820년 ~ 1846년                                 |                                                                   |
| 신사쿠헤이몬인 (新朔平門院)                         | 다카쓰카사 야스코 (鷹司 祺子)         | 닌코 천황 (仁孝天皇)             | 1847년                                          |                                                                   |
| 에이쇼 황태후 (英照皇太后)                          | 구조 아사코 (九條 夙子)               | 고메이 천황 (孝明天皇)           | 1868년 ~ 1897년                                 |                                                                   |
| 근현대                                              |                                       |                                  |                                                 |                                                                   |
| 쇼켄 황태후 (昭憲皇太后)                            | 이치죠 하루코 (一條 美子)             | 메이지 천황 (明治天皇)           | 1912년 ~ 1914년                                 |                                                                   |
| 데이메이 황후 (貞明皇后)                            | 구조 사다코 (九條 節子)               | 다이쇼 천황 (大正天皇)           | 1927년 ~ 1951년                                 |                                                                   |
| 고준 황후 (香淳皇后)                                | 나가코 여왕 (良子 女王)               | 쇼와 천황 (昭和天皇)             | 1989년 ~ 2000년                                 |                                                                   |
| 상황후 (上皇后)                                     | 쇼다 미치코 (正田 美智子)             | 아키히토 상황 (明仁上皇)         | 2019년 ~ (상황후)                               |                                                                   |

## 같이 보기
- 태상황태후
- 태상왕태후
- 태황태후
- 태왕태후
- 왕태후
- 왕대비
- 대왕대비